# 帆立貝形古墳

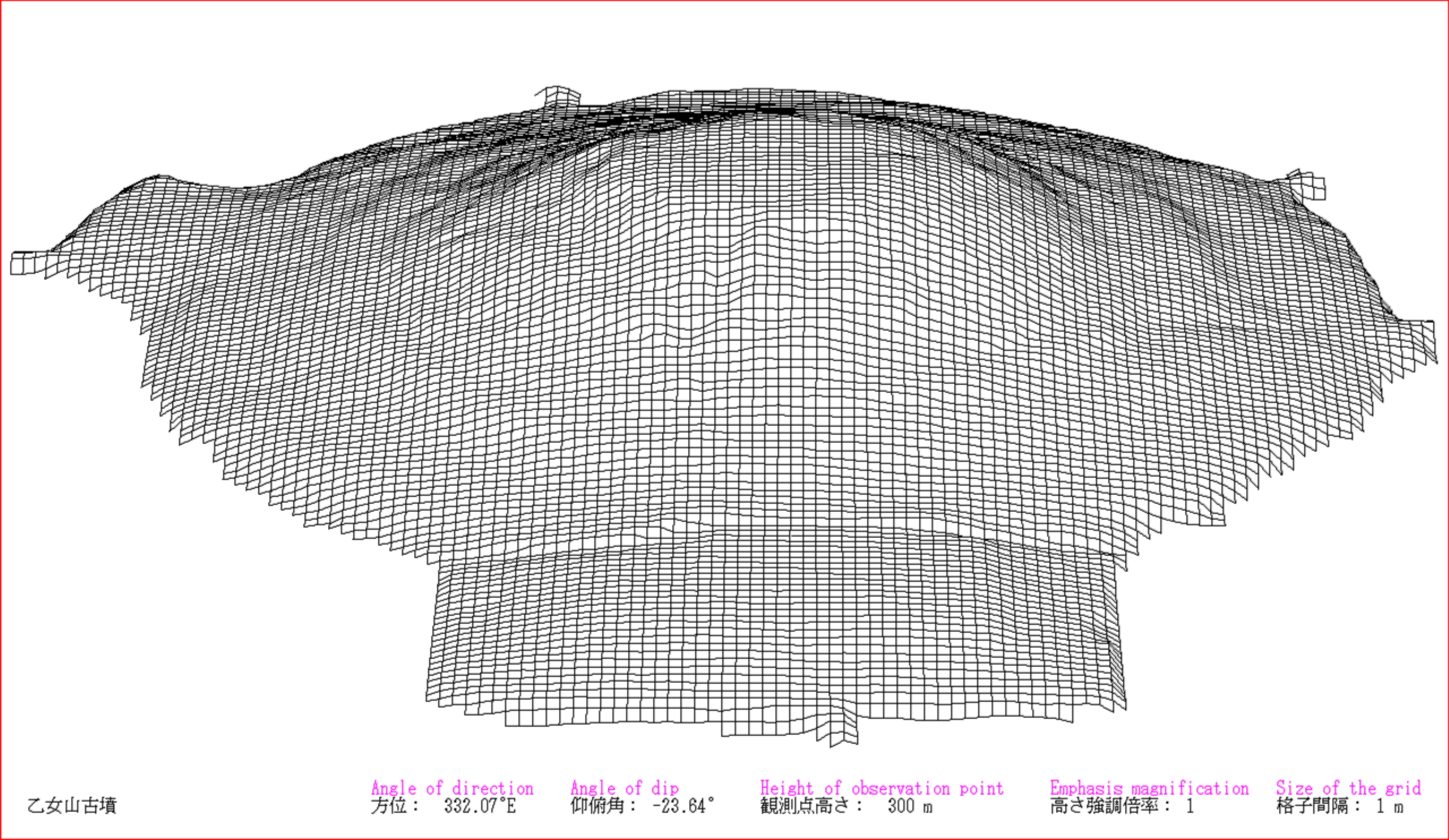
乙女山古墳（奈良県河合町）

帆立貝形古墳（ほたてがいけいこふん/ほたてがいがたこふん）または帆立貝式古墳（ほたてがいしきこふん）は、古墳の一形式で、円丘に小さな方形の張り出しをつけて全体の平面形が帆立貝形になる古墳の総称である。

## 概要
この形式の古墳には以下の2種類があるが、実際には判断の困難な場合が少なくない。
1. 円墳に方形の造り出しがつくもの
2. 前方後円墳の前方部が短小化したもの

前者には奈良県の乙女山古墳があり、後者には群馬県の赤堀茶臼山古墳があげられる。前者は、ほぼ中期初頭に出現し、前方後円墳に造り出しがつく時期と一致し、円墳に祭祀の場として造り出しを付設したものと理解することができる。

## 規模・形式
本形式古墳の特徴は、前方部の形状と規模は前方後円墳と比較すると小さく、どの墳丘も大体同じ大きさである。「概要」の項目での1の例が墳丘長136メートルである。前方後円墳のそれぞれでは規模の点をみても大きな差があるが、本形式古墳ではどの古墳をみてもほとんど差がないので、前方後円墳と本形式古墳は似て非なる性格をもつ古墳とみられている。
前方後円墳として築造が許されなかったという理解からすれば、大和政権の造墓規制が考えられる。
古墳出現前後期の円墳や方墳に小さな方形の突出部をもつ例（纒向型前方後円墳）があるが、それらは古墳の形式化以前のものとして区別される。

## 各地の帆立貝形古墳

### 関東地方
- 塚廻り古墳群 - 群馬県太田市竜舞、4基の帆立貝形古墳が存在。多数の形象埴輪が出土。
- 赤堀茶臼山古墳 - 群馬県伊勢崎市。椅子や建物群等の多種多様な埴輪が出土。埋葬施設からも多くの複葬品が出土。
- 女体山古墳 - 群馬県太田市内ヶ島女躰、典型的な帆立貝形古墳、全長106メートル、東日本最大の太田天神山古墳（別称：男体山古墳）と同時企画されたと考えられている。
- 若宮八幡北古墳 - 高崎市。厳密には群馬県内唯一の複突出墳。
- 上芝古墳 - 高崎市。多数の形象埴輪が出土。
- 雷電山古墳 - 埼玉県東松山市、埼玉県最古の埴輪が確認された古墳。
- 野毛大塚古墳 - 東京都世田谷区野毛1丁目の玉川野毛町公園内にある。直径66メートル、高さ9メートルで帆立貝式古墳としては東日本有数の規模。5世紀代造営とみられる。墳丘では葺石・埴輪を確認し、箱形石棺からは勾玉・管玉・臼玉・鉄刀・剣・甲冑片のほか、滑石によってつくられた多種多様で大量の模造器具（石履、石の台・坏・盤・甑・斧、233点におよぶ石製の刀子など）を出土。
- 狛江亀塚古墳 - 東京都狛江市。5世紀。後円部の径は約31メートル・高さ約6メートル、前方部の幅は約14メートル・長さ約9メートル・高さ約1.5メートルで総長は約40メートルである。くびれ部の幅は約8.2メートルで先開きの扇形をした造り出しをともなう。

### 東海・中部地方
- 王子塚古墳 - 長野県上田市新町9、氷上王子神社境内にあり、全長50.8メートル。5世紀半ば頃から6世紀前半にかけての築造と推定されている。上田市指定史跡[6]。
- 野7号墳 - 岐阜県揖斐郡大野町野、南屋敷西（野3号）古墳の陪塚。
- 宝塚2号墳 - 三重県松阪市、墳丘長90メートル、古墳時代中期。
- 王塚古墳 - 山梨県中央市。墳丘長は約64メートルで高さは7メートルの規模を有し、5世紀後半に築造されたと推定される。後円部は盗掘を受けており、のちの調査で竪穴式合掌形石室であることが判明。剣・刀・鉄鏃などの鉄製武具、短甲（胸背部）、円筒埴輪を出土。
- 勝手塚古墳 - 名古屋市守山区。全長53メートル、後円部は直径39メートル、高さ6.5メートル、前方部は長さ14メートル、幅21メートル、高さ2.3メートル。後円部墳頂に勝手社という神社が設けられているが、本来は2段築成であったと推定される。周辺整備の際に出土した遺物より従来は5世紀の造営と考えられていたが、近年では6世紀説もある。
- 鳥栖八剱社古墳 - 名古屋市南区。自然の丘陵を利用し、2段築成によって造られ、後期に属すると考えられている。規模は、全長60メートル、後円部の直径約45メートル、墳高約3.5メートルを有し、後円部東側の低くなった部分に幅30メートル、長さ18メートルの前方部があったとされているが、削平されている。

### 北陸地方
- 免鳥長山古墳 - 福井県福井市、全長90ｍ、免鳥古墳群の中の一つ、国の史跡。

### 近畿地方

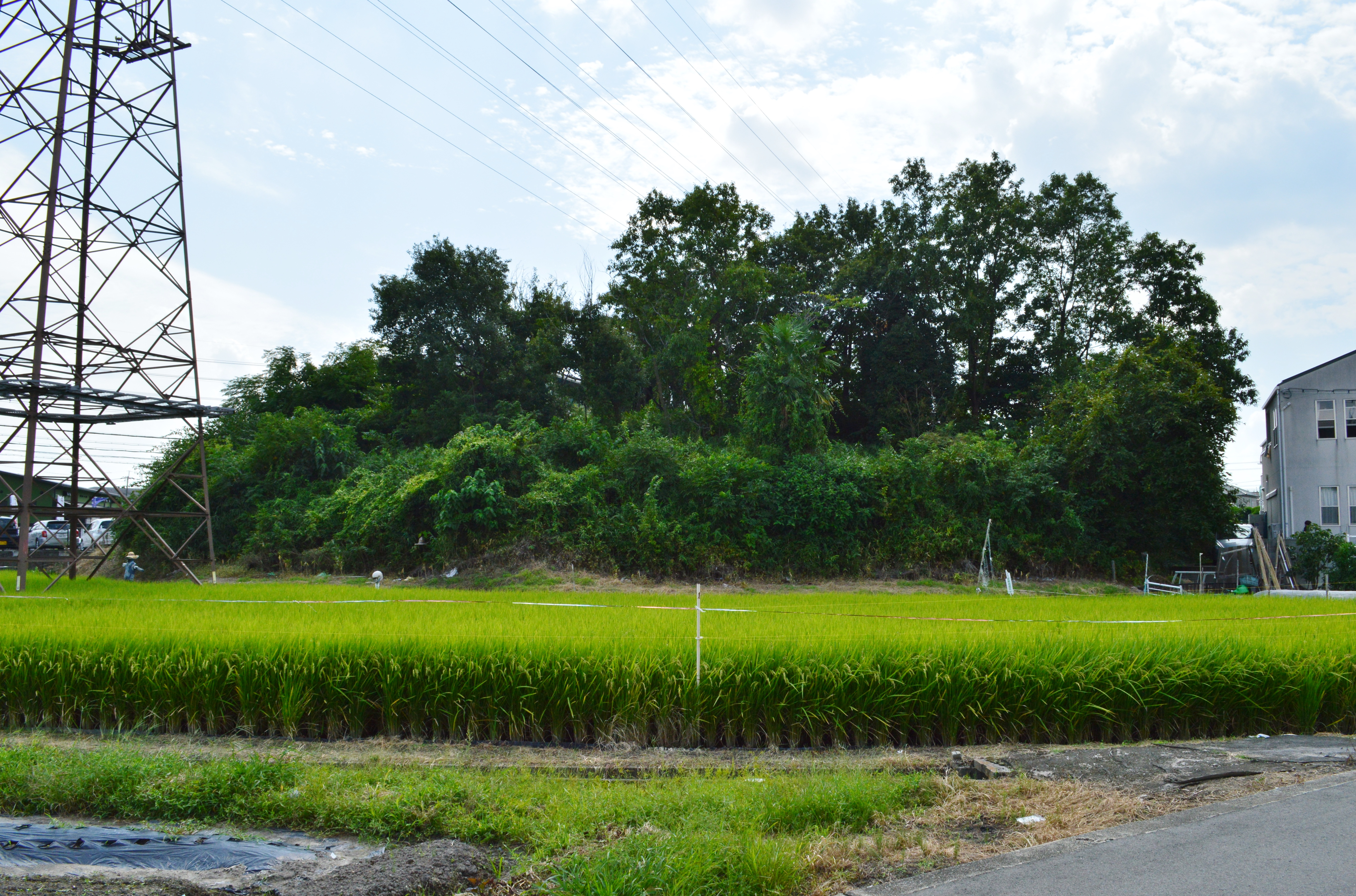
前塚古墳（大阪府高槻市）

- 大塚山古墳 - 滋賀県野州市、全長55メートル、大岩山古墳群の中の一つ、国の史跡。
- 丸山古墳 - 滋賀県野州市、全長37メートル、大岩山古墳群の中の一つ、国の史跡。
- 久津川丸塚古墳 - 京都府城陽市。久津川古墳群の中の一つ、国の史跡。
- 乙女山古墳 - 奈良県河合町、135メートル、馬見古墳群の中の一つ、国の史跡。
- 前塚古墳 - 大阪府高槻市、全長120メートル、古墳時代中期（5世紀）。
- ホケノ山古墳 - 奈良県桜井市箸中、纒向古墳群の中の一つ、国の史跡。
- 東田大塚古墳 - 奈良県桜井市東田字大塚、纒向古墳群の中の一つ、国の史跡。
- 茅原大墓古墳（ちはらおおはかこふん） - 奈良県桜井市大字茅原字大墓、古墳時代前期から中期、全長66メートル、国の史跡。
- 丸山古墳 - 大塚山古墳群（奈良県北葛城郡河合町）に属し、全長60メートル、古墳時代中期（5世紀中葉）。国の史跡。
- 鳥居前古墳 - 京都府大山崎町、全長54メートル、4世紀末頃から5世紀初頭。
- 行燈山古墳 - 奈良県天理市。4世紀前半の造営とみられ、現在崇神天皇陵墓に治定される。墳丘長242メートルの大形の墳墓であり、後円部は3段築成がなされ直径158メートル、高さ23メートルの規模を有し、頂上は平坦で円形に成形されている。前方部正面は、わずかに弧状を呈し、その幅は後円部径のおよそ8割である。前方部は頂上が前面にあり、くびれ部に向かってスロープ状に少しずつ低くなるよう造成されている。

### 中国地方
- 森山古墳 - 岡山県赤磐市、墳丘長85メートル、周濠を持つ、5世紀後半。
- 千足古墳 - 岡山市北区新庄下、造山古墳の第5古墳で全長約75メートル、前方部より南東に少し離れたところに位置する。初期の横穴式石室をもつ。
- 糸井大塚古墳 - 広島県三次市糸井町、全長約65メートル、糸井塚の本第一号古墳。
- 三玉大塚古墳 - 広島県三次市吉舎町、全長41メートル、竪穴式石室。

### 四国地方
- 青塚古墳 - 香川県観音寺市。5世紀中葉の造営。主軸長はおよそ60メートルと推定されているが、前方部は消滅しており、現状では径約43メートルの後円部しか残存していない。また、周濠の痕跡を確認している。埋葬施設としては竪穴式石室を有し、刳抜（くりぬき）式の舟形石棺が納められていることが確認されている。棺の石材には阿蘇の溶結凝灰岩が用いられている。
- 御厨天神社古墳 - 香川県高松市。徳島文理大学による測量調査の結果、帆立貝形を呈することが確認された。全長およそ40メートルである。5世紀後葉。

### 九州地方
- 男狭穂塚古墳（おさほづかこふん） - 宮崎県西都市の西都原古墳群中にある。全長約175メートル、後円部直径約132メートル、後円部高さ約18メートル。
- 御塚古墳（おつかこふん） - 福岡県久留米市、墳丘長70メートル、後円部径約65メートル、高さ10.3メートル、3重の周濠、周濠を含めると約123メートル、須恵器、土師器、円筒・形象埴輪採集されている。築造時期特定されていない。
- 舞松原古墳 - 福岡市東区。出土品から4世紀後半造営とみられる。円丘部分の直径約30メートル、高さは4.5メートルで、鉄製農工具も見つかっている。